# RAF-groep nr. 13
RAF-groep nr. 13 (Engels: No. 13 Group RAF) was een vliegtuigformatie van de Royal Air Force, onder andere tijdens de Tweede Wereldoorlog.

## Geschiedenis
RAF-groep nr. 13 werd in april 1918 binnen de No. 3 Area opgericht. Op 8 mei 1918 werd de groep overgeheveld naar de Midland Area. Op 18 oktober 1919 werd de groep ontbonden.
RAF-groep nr. 13 werd op 15 maart 1939 binnen Fighter Command heropgericht. De groep werd verantwoordelijk voor de luchtverdediging van Schotland, Noord-Ierland en Noord-Engeland. Het hoofdkwartier van de groep was gevestigd in Kenton, vlak bij Newcastle upon Tyne. RAF-groep nr. 13 was betrokken bij de Slag om Engeland. Ze leverden onder andere reserve-eskaders en piloten aan RAF-groep nr. 11.
Na de Slag om Engeland was RAF-groep nr. 13 als onderdeel van de RAF Coastal Command betrokken bij de bescherming van de konvooien. 
Na de Tweede Wereldoorlog werd RAF-groep nr. 13 ontbonden. Negen jaar later werd de groep nieuw leven ingeblazen, maar op 31 december 1961 definitief ontbonden.

## Bevelhebbers
RAF-groep nr. 13 had de volgende bevelhebbers.

### 1918 tot 1919
- onbekend (1 april 1918)

### 1939 tot 1946
- Air Vice-Marshal Richard Saul (24 juli 1939)
- Air Vice-Marshal J O Andrews (4 februari 1941)
- Air Vice-Marshal M Henderson (27 november 1942)
- Air Vice-Marshal S F Vincent (15 november 1943)
- Air Commodore J A Boret (26 januari 1944)
- Post vacant (1945)
- Onbekend (7 juli 1945)

### 1955 tot 1961
- Air Vice-Marshal W G Cheshire (16 mei 1955)
- Air Vice-Marshal A Earle (1 juli 1957)
- Air Vice-Marshal H J Maguire (9 november 1959)